# Atli Barkarson
Atli Barkarson (Akureyri, 19 maart 2001) is een IJslandse profvoetballer die als linksachter speelt voor de Belgische Challenger Pro League club SV Zulte Waregem en het IJslandse nationale team.

## Clubcarrière
Atli sloot zich in 2012 aan bij de jeugdopleiding van Völsungur en promoveerde in 2017 naar het eerste elftal. Hij speelde zeven wedstrijden en scoorde twee doelpunten in de 3. deild karla dat seizoen.
Op 2 september 2017 sloot Atli zich aan bij het jeugdteam van Norwich City toen in de Championship speelde. Na een jaar tekende hij er op 30 juni 2018 zijn eerste profcontract. In augustus 2019 verliet Atli de club om zich aan te sluiten bij Fredrikstad FK in de Noorse Eerste Divisie. Tijdens zijn korte periode bij de club speelde hij drie competitieduels.
In 2020 keerde Atli terug naar zijn thuisland, waar hij tekende voor Víkingur Reykjavík van de Úrvalsdeild. Hij verscheen in de enige UEFA Europa League-wedstrijd van het team in het seizoen 2020-2021. De club werd met 1-2 uitgeschakeld tegen NK Olimpija Ljubljana.
Op 27 januari 2022 werd bevestigd dat Atli zich bij SønderjyskE had aangesloten die uitkomt in de Deense Superliga. Hij tekende een contract tot 30 juni 2026. Op 19 augustus 2024 bevestigde de Belgische Challenger Pro League club Zulte Waregem dat ze Barkarson een contract hadden gegund tot 30 juni 2026.
| Seizoen         | Club               | Land                              | Competitie      | Competitie | Competitie | Beker | Beker | Europa | Europa | Totaal | Totaal |
| Seizoen         | Club               | Land                              | Competitie      | Wed.       | Dlp.       | Wed.  | Dlp.  | Wed.   | Dlp.   | Wed.   | Dlp.   |
| --------------- | ------------------ | --------------------------------- | --------------- | ---------- | ---------- | ----- | ----- | ------ | ------ | ------ | ------ |
| 2017            | ÍF Völsungur       |                                   | 3. deild karla  | 7          | 2          | —     | —     | —      | —      | 7      | 2      |
| 2019/20         | Fredrikstad FK     | Vlag van Spitsbergen en Jan Mayen | 2. Divisjon     | 3          | 0          | —     | —     | —      | —      | 3      | 0      |
| 2020            | Víkingur Reykjavík | Vlag van IJsland                  | Úrvalsdeild     | 14         | 0          | 4     | 0     | 1      | 0      | 18     | 0      |
| 2021            | Víkingur Reykjavík | Vlag van IJsland                  | Úrvalsdeild     | 22         | 1          | 11    | 0     | —      | —      | 33     | 1      |
| 2021/22         | SønderjyskE        | Vlag van Denemarken               | Superliga       | 7          | 0          | 1     | 0     | —      | —      | 8      | 0      |
| 2022/23         | SønderjyskE        | Vlag van Denemarken               | 1. Division     | 22         | 0          | 4     | 0     | —      | —      | 26     | 0      |
| 2023/24         | SønderjyskE        | Vlag van Denemarken               | 1. Division     | 21         | 2          | 2     | 0     | —      | —      | 23     | 2      |
| 2024/25         | SønderjyskE        | Vlag van Denemarken               | Superliga       | 4          | 0          | —     | —     | —      | —      | 4      | 0      |
| 2024/25         | SV Zulte Waregem   | Vlag van België                   | Eerste klasse B | 15         | 1          | 3     | 0     | —      | —      | 18     | 1      |
| Carrière totaal | Carrière totaal    | Carrière totaal                   | Carrière totaal | 115        | 6          | 25    | 0     | 1      | 0      | 140    | 6      |

Bijgewerkt tot 25 januari 2025.

## Internationale carrière
Atli doorliep alle nationale jeugdreeksen en werd door Arnar Vidarsson in 2022 enkele keren opgeroepen voor het eerste elftal van IJsland.
Zijn debuut maakt hij op 12 januari 2022 in een vriendschappelijke wedstrijd tegen Oeganda. Atli speelde 90 minuten en de wedstrijd eindigde op een 1-1.

### Carrière statistieken
| Iceland national team | Iceland national team | Iceland national team |
| Year                  | Apps                  | Goals                 |
| --------------------- | --------------------- | --------------------- |
| 2022                  | 4                     | 0                     |
| Total                 | 4                     | 0                     |